# Hàm hermite
Trong giải tích toán học, một hàm hermite là một hàm phức với tính chất liên hợp phức của nó bằng hàm gốc với đối số được đổi dấu:
{\displaystyle f^{*}(x)=f(-x)}
(ở đây kí hiệu {\displaystyle ^{*}} chỉ liên hợp phức) với mọi {\displaystyle x} trong miền của {\displaystyle f}. Trong vật lý, tính chất này được gọi là đối xứng PT.
Định nghĩa này cũng mở rộng cho các hàm của hai hoặc nhiều biến, ví dụ, trong trường hợp {\displaystyle f} là một hàm hai biến thì nó là hàm hermite nếu như
{\displaystyle f^{*}(x_{1},x_{2})=f(-x_{1},-x_{2})}
cho mọi cặp {\displaystyle (x_{1},x_{2})} trong miền của {\displaystyle f}.
Từ định nghĩa này, sau đó suy ra rằng: {\displaystyle f} là một hàm hermite khi và chỉ khi
- phần thực của {\displaystyle f} là một hàm chẵn,
- phần ảo của {\displaystyle f} là một hàm lẻ.